# Île Charron
Pour les articles homonymes, voir Charron.
L'île Charron est une île du Canada baignée dans le fleuve Saint-Laurent et située à proximité du parc national des Îles-de-Boucherville, au sud-est de Montréal.

## Histoire
En 1672, Louis XV de France concède l'île Charron (à cette époque nommée l'ile Notre-Dame) au gouverneur de Trois-Rivières, René Gaultier. En signant l'acte de concession, l'intendant Jean Talon annexe l'île au fief Du Tremblay. En 1689, la femme de Gaultier (fille de Pierre Boucher) concède l'île Notre-Dame à leur fille Madeleine Le-Villier et est rebaptisée l'île Madeleine.
De 1690 à 1753, une série de successions se produit. D'abord vendue à Louis Lamoureux, elle est acquise trois ans plus tard par Prudent Bougret dit Dufort qui rebaptise l'île Madeleine en l'île Dufort. Puis en épousant Marie-Joseph Lamoureux fille de Louis Lamoureux, François Charron se voit donner la moitié de l'île et la partie ouest appartenait aux Jésuites.
En 1815, l’arpenteur-général du Bas-Canada, Joseph Bouchette, indique sur l'une de ses cartes que l'île se nomme Charron, mais ce n'est qu'en 1950 que l'île prend officiellement ce nom. 
En 1984, le parc national des Îles-de-Boucherville est créé à proximité de l’île Charron et cinq ans plus tard, le gouvernement du Québec verse à la Compagnie de Jésus une somme de 30 000 dollars pour la perte des terres qui appartenaient aux Jésuites. Le gouvernement provincial cède l'île à la Ville de Longueuil dans le but d'y aménager un parc et des espaces verts.

## Controverse
Dès 1988, le groupe Desjardins Sécurité financière devient propriétaire d’une partie importante de l’île Charron. L'année suivante, la Ville de Longueuil signe une entente avec le groupe financier pour l'édification d'un projet domiciliaire de 2 500 logements par une filiale du groupe Lavalin. Le projet prévoyait la construction d’immeubles sur un territoire de 22 hectares, dont une grande partie est couvert par une forêt de peupliers de Virginie, de frênes rouges, des saules noirs et des ormes d’Amérique.
En réponse au développement annoncé, une association de citoyens est formée pour la protection de l’île et a réussi à cesser la progression du projet. Il n'y a que trois bâtiments sur l’île Charron : l’Hôtel des gouverneurs, le Centre d’épuration Rive-Sud et un théâtre d’été. Selon André Portier, directeur général du Conseil régional de l’environnement de Montréal, « la rareté des zones boisées dans le corridor du fleuve Saint-Laurent confère à l’Île Charron un grand potentiel comme refuge pour les oiseaux migrateurs et nicheurs ».
L’actuel propriétaire des terrains convoités par les promoteurs est Luc Poirier, mais des pourparlers se tiennent entre le gouvernement du Québec et le groupe Desjardins.